# Fabio Andriola
Fabio Andriola (Brescia, 10 giugno 1963) è un giornalista, saggista e autore televisivo italiano, fondatore e direttore dal 2005 del mensile Storia in rete.

## Biografia
Dopo essersi formato tra il 1990 e il 1992 presso l'Istituto per la formazione al giornalismo "Walter Tobagi" di Milano, ha iniziato il mestiere di giornalista come tirocinante nelle redazioni del Corriere della Sera, TeleLombardia e Il Sole 24 Ore. Giornalista professionista dal 4 marzo 1993, nello stesso anno entra nella redazione de L'Italia settimanale, fondata da Marcello Veneziani. Alla chiusura de L’Italia settimanale continua a collaborare con Veneziani come caposervizio cultura nella sua nuova testata, Lo Stato, passando poi al nuovo quotidiano Libero fondato e diretto da Vittorio Feltri.
In quegli anni, Andriola ha collaborato con l'ANSA, il Secolo d'Italia, Il Tempo, Il Giornale, Il Sabato, Storia Illustrata, L'Europeo, L'Indipendente. Ha curato una rubrica storica sul quotidiano on line Affari Italiani e successivamente sul quotidiano Il Riformista.
Nel 2001 lascia Libero per dedicarsi all’attività di autore televisivo, collaborando con Irene Bellini alla trasmissione Stargate - Linea di confine di Roberto Giacobbo (TMC e poi LA7). Con il passaggio nel 2002 di Giacobbo alla Rai diviene autore della nuova trasmissione Voyager a cui collabora fino alla primavera 2005. Complessivamente, il lavoro di autore televisivo dal 1999 al 2005 si concretizza in circa 200 servizi e reportage storico-archeologici, girati in Italia e all'estero (Francia, Svizzera, Austria, Regno Unito, Russia, USA, Messico, Egitto, Giordania).

## Opere

### Libri
- Appuntamento sul lago, Milano, SugarCo, 1990, ISBN 88-7198-022-0.
- La Lunga notte dell'informazione, Roma, Settimo Sigillo, 1992.
- L'anno dei complotti, con Massimo Arcidiacono, Milano, Baldini&Castoldi, 1995, ISBN 88-8089-017-4.
- Mussolini-Churchill: Carteggio Segreto, prima edizione Piemme, 1996, seconda edizione rivista e ampliata, Milano, SugarCo, 2007, ISBN 978-88-7198-528-2
- anno1997, Mussolini segreto nemico di Hitler, Casale Monferrato, Piemme, ISBN 88-384-2888-3.
- Luigi Rizzo, Roma, Ufficio Storico Marina Militare, 2000, ISBN 978-88-98485-45-1.
- Uomini e scelte della RSI, (curatela), Foggia, Bastogi, 2000, ISBN 88-8185-229-2.
- Il Codice McCartney, con Alessandra Gigante, Milano, Rizzoli, 2011, ISBN 978-88-17-04751-7.

### Saggi
- Le "carte segrete" di Mussolini: l'altra faccia dell'Asse, in Nuova Storia Contemporanea, 2 - marzo-aprile 2000, VIII,  pp. 21-82.
- "1944-1945: la strana alleanza tra marinai del Sud e della R.S.I. per difendere Trieste e le terre dell'est", in Bollettino d'Archivio dell'Ufficio Storico della Marina Militare, marzo 1998 XII,  pp. 119-142.

## Riconoscimenti
- Nel 2016 ha ricevuto insieme alla regista Alessandra Gigante il premio La storia in TV nell'ambito del Premio Acqui Storia.[3]